# Uricani
Uricani (in ungherese Hobicaurikány) è una città della Romania di 9 750 abitanti, ubicata nel distretto di Hunedoara, nella regione storica della Transilvania.
Fanno parte dell'area amministrativa anche le località di Câmpu lui Neag e Valea de Brazi.
Uricani nacque e si sviluppò nel tempo come città mineraria per la presenza di importanti giacimenti di carbone, che rimasero per lungo tempo, anche in conseguenza della forte spinta data alla produzione dal regime comunista, la sola fonte di reddito della città: soltanto dopo la rivoluzione del 1989 iniziarono ad insediarsi attività economiche diversificate.